# Тёхо
Тёхо (яп. 長保 тё:хо, долгое хранение) — девиз правления (нэнго) японского императора Итидзё с 999 по 1004 год .

## Продолжительность
Начало и конец эры:
- 13-й день 1-й луны 5-го года Тётоку (по юлианскому календарю — 1 февраля 999 года);
- 20-й день 7-й луны 6-го года Тёхо (по юлианскому календарю — 8 августа 1004 года).

## Происхождение
Название нэнго было заимствовано из классического древнекитайского сочинения Го юй:「若本固而功成、施而民阜、乃可以長保民矣」.

## События
- 999 год (11-я луна 1-го года Тёхо) — Фудзивара-но Сёси, дочь Фудзивары-но Митинага, получила титул «вторая императрица-жена» (тюгу)[6];
- 1001 год (11-я луна 3-го года Тёхо) — императорский дворец был уничтожен пожаром[6];
- 1001 год (12-я луна 3-го года Тёхо) — скончалась Фудзивара-но Сэнси, вдова императора Энъю и мать императора Итидзё[6].

## Сравнительная таблица
Ниже представлена таблица соответствия японского традиционного и европейского летосчисления. В скобках к номеру года японской эры указано название соответствующего года из 60-летнего цикла китайской системы гань-чжи. Японские месяцы традиционно названы лунами.
| 1-й год Тёхо (Земляная Свинья)     | 1-я луна        | 2-я луна*  | 3-я луна  | 3-я луна* (високосная) | 4-я луна* | 5-я луна  | 6-я луна*  | 7-я луна    | 8-я луна*   | 9-я луна               | 10-я луна  | 11-я луна     | 12-я луна*               |
| ---------------------------------- | --------------- | ---------- | --------- | ---------------------- | --------- | --------- | ---------- | ----------- | ----------- | ---------------------- | ---------- | ------------- | ------------------------ |
| Юлианский календарь                | 20 января 999   | 19 февраля | 20 марта  | 19 апреля              | 18 мая    | 16 июня   | 16 июля    | 14 августа  | 13 сентября | 12 октября             | 11 ноября  | 11 декабря    | 10 января 1000           |
| 2-й год Тёхо (Металлическая Крыса) | 1-я луна        | 2-я луна*  | 3-я луна  | 4-я луна*              | 5-я луна* | 6-я луна  | 7-я луна*  | 8-я луна    | 9-я луна*   | 10-я луна              | 11-я луна  | 12-я луна*    |                          |
| Юлианский календарь                | 8 февраля 1000  | 9 марта    | 7 апреля  | 7 мая                  | 5 июня    | 4 июля    | 3 августа  | 1 сентября  | 1 октября   | 30 октября             | 29 ноября  | 29 декабря    |                          |
| 3-й год Тёхо (Металлический Бык)   | 1-я луна        | 2-я луна   | 3-я луна* | 4-я луна               | 5-я луна* | 6-я луна* | 7-я луна   | 8-я луна*   | 9-я луна*   | 10-я луна              | 11-я луна  | 12-я луна     | 12-я луна (високосная) * |
| Юлианский календарь                | 27 января 1001  | 26 февраля | 28 марта  | 26 апреля              | 26 мая    | 24 июня   | 23 июля    | 22 августа  | 20 сентября | 19 октября             | 18 ноября  | 18 декабря    | 17 января 1002           |
| 4-й год Тёхо (Водяной Тигр)        | 1-я луна        | 2-я луна   | 3-я луна* | 4-я луна               | 5-я луна* | 6-я луна* | 7-я луна   | 8-я луна*   | 9-я луна*   | 10-я луна              | 11-я луна  | 12-я луна*    |                          |
| Юлианский календарь                | 15 февраля 1002 | 17 марта   | 16 апреля | 15 мая                 | 14 июня   | 13 июля   | 11 августа | 10 сентября | 9 октября   | 7 ноября               | 7 декабря  | 6 января 1003 |                          |
| 5-й год Тёхо (Водяной Кролик)      | 1-я луна        | 2-я луна   | 3-я луна* | 4-я луна               | 5-я луна* | 6-я луна  | 7-я луна*  | 8-я луна    | 9-я луна*   | 10-я луна              | 11-я луна* | 12-я луна     |                          |
| Юлианский календарь                | 4 февраля 1003  | 6 марта    | 5 апреля  | 4 мая                  | 3 июня    | 2 июля    | 1 августа  | 30 августа  | 29 сентября | 28 октября             | 27 ноября  | 26 декабря    |                          |
| 6-й год Тёхо (Деревянный Дракон)   | 1-я луна*       | 2-я луна   | 3-я луна* | 4-я луна               | 5-я луна  | 6-я луна* | 7-я луна   | 8-я луна*   | 9-я луна    | 9-я луна* (високосная) | 10-я луна  | 11-я луна*    | 12-я луна                |
| Юлианский календарь                | 25 января 1004  | 23 февраля | 24 марта  | 22 апреля              | 22 мая    | 21 июня   | 20 июля    | 19 августа  | 17 сентября | 17 октября             | 15 ноября  | 15 декабря    | 13 января 1005           |

* звёздочкой отмечены короткие месяцы (луны) продолжительностью 29 дней. Остальные месяцы длятся 30 дней.